# Митіно (Кстовський район)
Митіно (рос. Митино) — присілок в Кстовському районі Нижньогородської області Російської Федерації.
Населення становить 214 осіб. Входить до складу муніципального утворення Ближнеборисовська сільрада.

## Історія
Від 2009 року входить до складу муніципального утворення Ближнеборисовська сільрада.

## Населення
| 2002 | 2010 |
| ---- | ---- |
| 204  | ↗214 |